# Dasyhesma simulata
Dasyhesma simulata là một loài Hymenoptera trong họ Colletidae. Loài này được Exley mô tả khoa học năm 2004.